# Théâtre du Rideau Vert

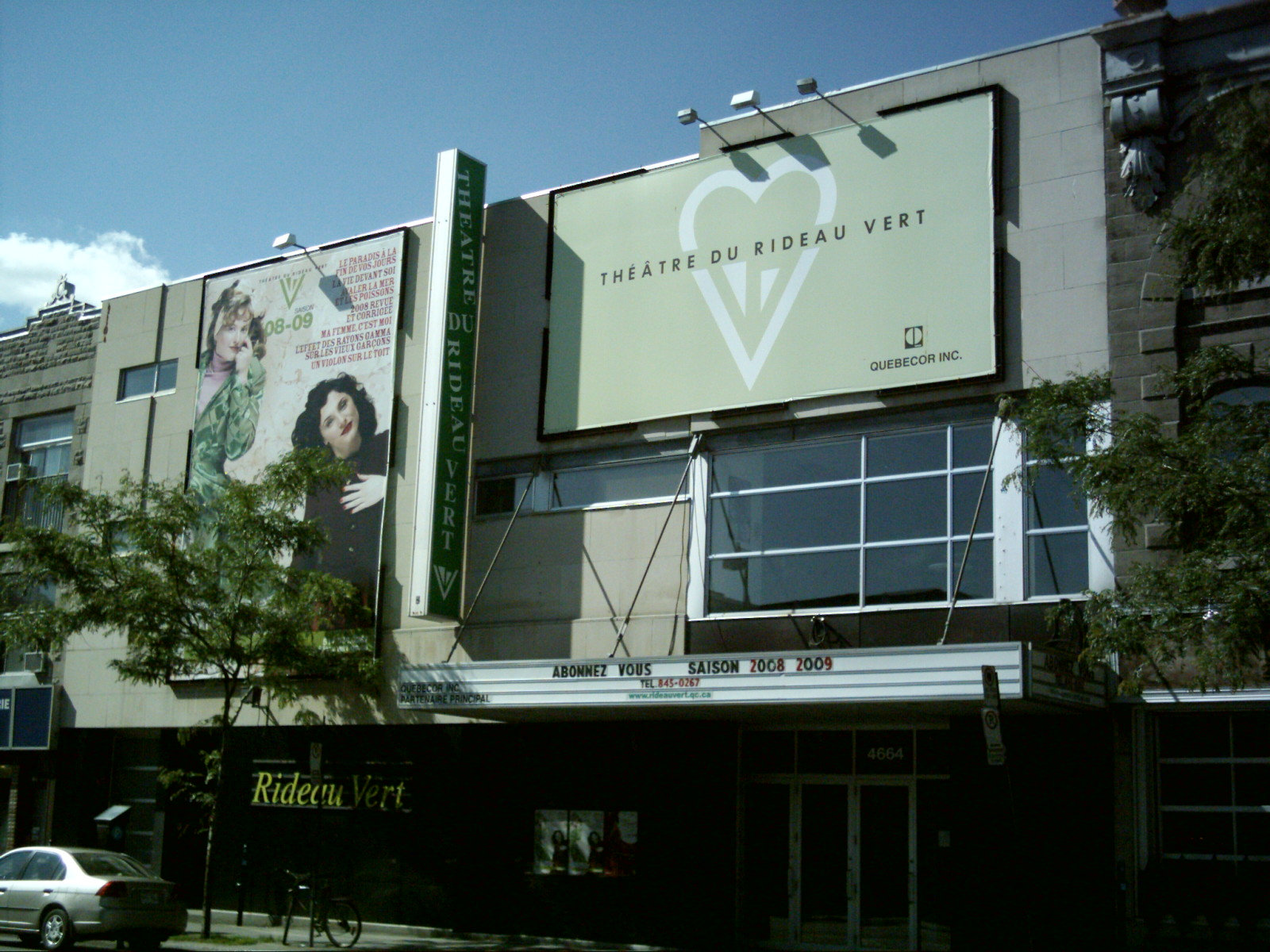
Théâtre du Rideau Vert

Das Théâtre du Rideau Vert ist ein Theater in Montreal. Es befindet sich an der 4664 Rue Saint-Denis im Arrondissement Le Plateau-Mont-Royal.
Das im Jahr 1949 von den Schauspielerinnen Yvette Brind’Amour und Mercedes Palomino gegründete Théâtre du Rideau Vert („Theater des grünen Vorhangs“) ist das älteste professionelle französischsprachige Theater Kanadas. Es war auch eines der ersten Theater in der Provinz Québec, welches gezielt die frankophone Theaterszene förderte, mit Werken unter anderem von Félix Leclerc, Marie-Claire Blais, Gratien Gélinas, Michel Tremblay und Antonine Maillet.
Nachdem die Theaterkompanie in den Anfangsjahren verschiedene Säle genutzt hatte (Compagnons de Saint-Laurent, Monument-National, Gesù, L’Anjou), übernahm sie 1960 definitiv das ehemalige Théâtre Stella in der Rue Saint-Denis. Seither wurde das Gebäude zweimal renoviert und umgebaut. Der Theatersaal bietet Platz für 426 Zuschauer.